# إسحاق (اسم)
إسحاق أو إسحق أو أيساك أو إيزاك هو اسم علم شخصي مذكر عبري معناه الضاحك، يعتبر من الأسماء المقدسة عند الديانات الإبراهيمية نسبةً لإسحاق ابن النبي إبراهيم ومنتشر في العالم العربي والعالم الاسلامي وأيضاً في العالم الغربي.

## الشخصيات
- إسحاق نبي الله
- إسحاق نيوتن فيزيائي إنجليزي
- إسحاق فيفر شاعر أوكراني
- إسحق عظيموف كيميائي أمريكي روسي
- إسحاق رابين سياسي إسرائيلي
- إسحاق شامير سياسي إسرائيلي
- إسحاق بن راهويه إمام تركي هندي
- إسحاق بيرلمان موسيقي أمريكي إسرائيلي
- إسحاق بن تسفي سياسي ومؤرخ إسرائيلي أوكراني
- إسحاق ساده قائد عسكري إسرائيلي
- إسحاق أرملة مؤرخ ولغوي لبناني
- إسحق السرياني لاهوتي سرياني
- إسحق ألبينيز موسيقي إسباني
- إسحاق الفاسي كاتب يهودي مغربي
- إسحاق الموصلي موسيقي عراقي إيراني
- إسحاق الأرمني قديس أرمني
- إسحاق الثاني إمبراطور بيزنطي
- إسحاق بلفضيل لاعب كرة قدم جزائري
- إسحاق بارو رياضياتي ولاهوتي إنجليزي
- إسحاق بوليسلافسكي لاعب شطرنج أوكراني سوفييتي
- إسحاق بن حنين طبيب من العصر العباسي
- إسحاق بن علي حاكم مرابطي
- إسحاق توكي سياسي أمريكي
- إسحاق تشانسا لاعب كرة قدم زامبي
- إسحاق جهانغيري سياسي إيراني
- إسحاق حوفي قائد عسكري إسرائيلي
- إسحاق دو بانكولي ممثل أمريكي إيفواري
- إسحاق روبرتس فلكي ويلزي
- إسحاق غالفيث متسابق دراجات هوائية إسباني
- إسحاق غرونباوم سياسي إسرائيلي بولندي
- إسحاق فورساه لاعب كرة قدم غاني
- إسحاق فيسوكر لاعب كرة قدم إسرائيلي
- إسحاق فوتو لاعب كرة سلة نيوزلندي
- إسحاق كريمييه سياسي فرنسي
- إسحاق كورير عداء بحريني
- إسحاق كيزه ثيلين لاعب كرة قدم سويدي
- إسحاق كومنينوس حاكم قبرص
- إسحاق مردخاي سياسي وقائد عسكري إسرائيلي عراقي
- إسحق سنجر رجل أعمال ومخترع أمريكي
- إسحاق نافون سياسي إسرائيلي
- إسحاق هرتزوغ سياسي ومحامي إسرائيلي
- إسحاق هلاتشوايو ملاكم جنوب أفريقي

### شخصيات خيالية
- إسحاق نيتيرو